# Formose Gilles
Formose Gilles (22 ottobre 1942) è un ex calciatore haitiano, di ruolo difensore.

## Carriera

### Nazionale
Fra il 1964 e il 1974 ha disputato 27 incontri con la nazionale haitiana, partecipando a tre edizioni del Campionato CONCACAF. Ha ottenuto da titolare la medaglia d'argento nell'edizione 1971 e ha contribuito alla vittoria di quella successiva scendendo in campo all'ultima giornata.

## Statistiche

### Cronologia presenze e reti in Nazionale
| Cronologia completa delle presenze e delle reti in nazionale ― Haiti | Cronologia completa delle presenze e delle reti in nazionale ― Haiti | Cronologia completa delle presenze e delle reti in nazionale ― Haiti | Cronologia completa delle presenze e delle reti in nazionale ― Haiti | Cronologia completa delle presenze e delle reti in nazionale ― Haiti | Cronologia completa delle presenze e delle reti in nazionale ― Haiti | Cronologia completa delle presenze e delle reti in nazionale ― Haiti | Cronologia completa delle presenze e delle reti in nazionale ― Haiti |
| Data                                                                 | Città                                                                | In casa                                                              | Risultato                                                            | Ospiti                                                               | Competizione                                                         | Reti                                                                 | Note                                                                 |
| -------------------------------------------------------------------- | -------------------------------------------------------------------- | -------------------------------------------------------------------- | -------------------------------------------------------------------- | -------------------------------------------------------------------- | -------------------------------------------------------------------- | -------------------------------------------------------------------- | -------------------------------------------------------------------- |
| 28-3-1965                                                            | Città del Guatemala                                                  | Guatemala                                                            | 3 – 0                                                                | Haiti                                                                | Campionato CONCACAF 1965                                             | -                                                                    |                                                                      |
| 30-3-1965                                                            | Città del Guatemala                                                  | Costa Rica                                                           | 3 – 1                                                                | Haiti                                                                | Campionato CONCACAF 1965                                             | -                                                                    |                                                                      |
| 4-4-1965                                                             | Città del Guatemala                                                  | Messico                                                              | 3 – 0                                                                | Haiti                                                                | Campionato CONCACAF 1965                                             | -                                                                    |                                                                      |
| 8-4-1965                                                             | Città del Guatemala                                                  | Antille Olandesi                                                     | 1 – 1                                                                | Haiti                                                                | Campionato CONCACAF 1965                                             | -                                                                    |                                                                      |
| 11-4-1965                                                            | Città del Guatemala                                                  | El Salvador                                                          | 3 – 1                                                                | Haiti                                                                | Campionato CONCACAF 1965                                             | -                                                                    |                                                                      |
| 16-1-1967                                                            | Kingston                                                             | Trinidad e Tobago                                                    | 2 – 4                                                                | Haiti                                                                | Qual. Campionato CONCACAF 1967                                       | -                                                                    |                                                                      |
| 19-1-1967                                                            | Kingston                                                             | Haiti                                                                | 1 – 0                                                                | Antille Olandesi                                                     | Qual. Campionato CONCACAF 1967                                       | -                                                                    |                                                                      |
| 6-3-1967                                                             | Tegucigalpa                                                          | Haiti                                                                | 1 – 2                                                                | Guatemala                                                            | Campionato CONCACAF 1967                                             | -                                                                    |                                                                      |
| 8-3-1967                                                             | Tegucigalpa                                                          | Haiti                                                                | 2 – 3                                                                | Trinidad e Tobago                                                    | Campionato CONCACAF 1967                                             | -                                                                    |                                                                      |
| 10-3-1967                                                            | Tegucigalpa                                                          | Haiti                                                                | 2 – 1                                                                | Nicaragua                                                            | Campionato CONCACAF 1967                                             | -                                                                    |                                                                      |
| 14-3-1967                                                            | Tegucigalpa                                                          | Messico                                                              | 1 – 0                                                                | Haiti                                                                | Campionato CONCACAF 1967                                             | -                                                                    |                                                                      |
| 16-3-1967                                                            | Tegucigalpa                                                          | Honduras                                                             | 2 – 0                                                                | Haiti                                                                | Campionato CONCACAF 1967                                             | -                                                                    |                                                                      |
| 20-4-1969                                                            | Port-au-Prince                                                       | Haiti                                                                | 2 – 0                                                                | Stati Uniti                                                          | Qual. Campionato CONCACAF 1969                                       | -                                                                    |                                                                      |
| 11-5-1969                                                            | San Diego                                                            | Stati Uniti                                                          | 0 – 1                                                                | Haiti                                                                | Qual. Campionato CONCACAF 1969                                       | -                                                                    |                                                                      |
| 21-9-1969                                                            | San Salvador                                                         | El Salvador                                                          | 0 – 3                                                                | Haiti                                                                | Qual. Mondiali 1970                                                  | -                                                                    |                                                                      |
| 28-9-1969                                                            | San Salvador                                                         | El Salvador                                                          | 0 – 3                                                                | Haiti                                                                | Qual. Mondiali 1970                                                  | -                                                                    |                                                                      |
| 8-10-1969                                                            | Kingston                                                             | El Salvador                                                          | 1 – 0                                                                | Haiti                                                                | Qual. Mondiali 1970                                                  | -                                                                    |                                                                      |
| 21-11-1971                                                           | San Fernando                                                         | Messico                                                              | 0 – 0                                                                | Haiti                                                                | Campionato CONCACAF 1971                                             | -                                                                    |                                                                      |
| 28-11-1971                                                           | Arima                                                                | Trinidad e Tobago                                                    | 1 – 6                                                                | Haiti                                                                | Campionato CONCACAF 1971                                             | -                                                                    |                                                                      |
| 1-12-1971                                                            | Port of Spain                                                        | Honduras                                                             | 1 – 3                                                                | Haiti                                                                | Campionato CONCACAF 1971                                             | -                                                                    |                                                                      |
| 4-12-1971                                                            | Port of Spain                                                        | Cuba                                                                 | 0 – 0                                                                | Haiti                                                                | Campionato CONCACAF 1971                                             | -                                                                    |                                                                      |
| 18-12-1973                                                           | Port-au-Prince                                                       | Haiti                                                                | 0 – 1                                                                | Messico                                                              | Campionato CONCACAF 1973                                             | -                                                                    | 44’                                                                  |
| 15-4-1974                                                            | Port-au-Prince                                                       | Haiti                                                                | 1 – 3                                                                | Polonia                                                              | Amichevole                                                           | -                                                                    |                                                                      |
| Totale                                                               |                                                                      | Presenze                                                             | 27                                                                   |                                                                      | Reti                                                                 | 0                                                                    |                                                                      |

## Palmarès

### Nazionale
- Campionato CONCACAF: 1

1973